# Рудниця (станція)
Рудни́ця — проміжна вузлова залізнична станція Одеської дирекції Одеської залізниці. Розташована в однойменному селищі міського типу Тульчинського району Вінницької області на перетині двох ліній Вапнярка — Рудниця та Рудниця — Слобідка між станціями Крижопіль (16 км) та Попелюхи (6 км).
Паралельно ширококолійній розташована вузькоколійна станція Рудниця — кінцева станція вузькоколійної дільниці Гайворон — Рудниця.

## Історія
Станція відкрита 1876 року на залізниці Жмеринка — Балта.

## Пасажирське сполучення
На станції зупиняється більшість транзитних пасажирських поїздів, що сполучають з Києвом, Одесою, Ізмаїлом, Львовом, Хмельницьким, Ужгородом, Чернівцями, Тернополем, Первомайськом, Запоріжжям, Кривим Рогом, Ковелем, Рівним тощо.
Приміське сполучення
Курсує 4 пари приміських електроїздів сполученням Вапнярка — Одеса. По Вапнярці забезпечується пересадка на приміські поїзди до Жмеринки та Умані.
З 18 червня 2021 року призначено в порядку експерименту приміський електропоїзд сполученням Кодима — Вапнярка — Жмеринка — Вінниця — Козятин I (формально три різних рейси, але виконуються без пересадки одним складом електропоїзда).
У приміських поїздах перевезення пенсіонерів здійснюється безкоштовно, студентів — зі знижкою 50 %.

## Галерея

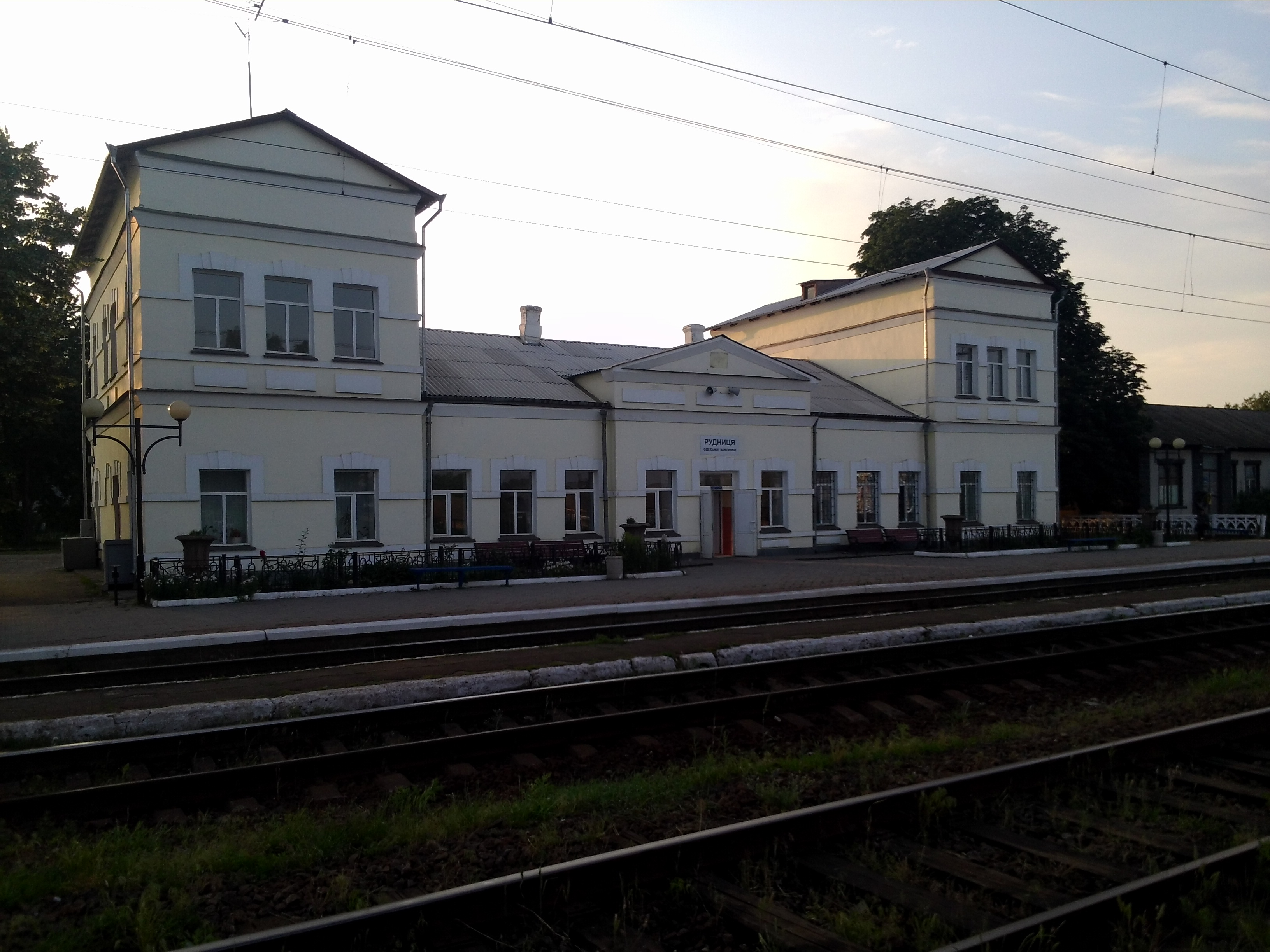
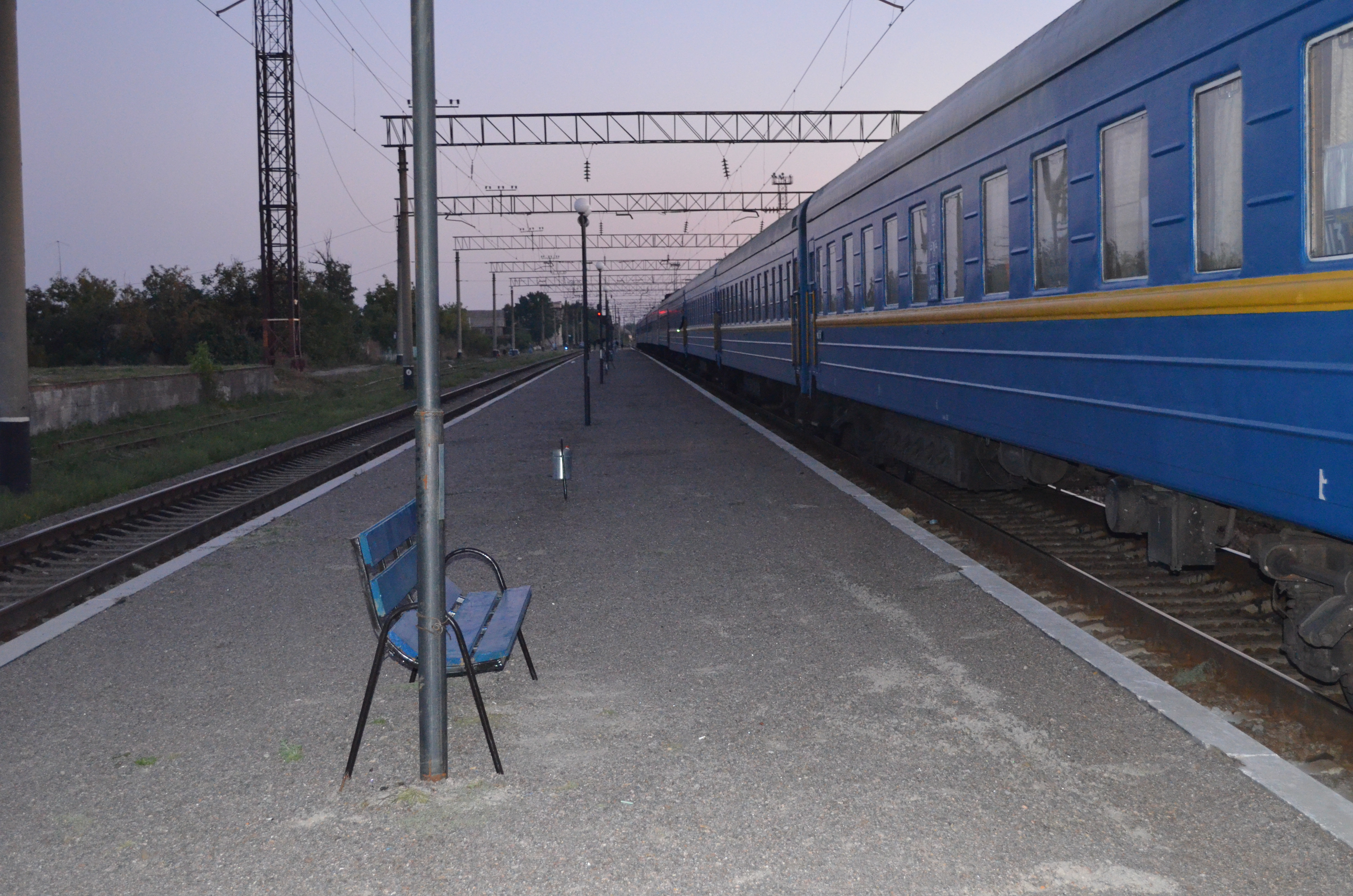